# مانول مانولوف
مانول مانولوف (بلغاری: Манол Манолов؛ ۴ اوت ۱۹۲۵ – ۱۶ دسامبر ۲۰۰۸) بازیکن و مربی فوتبال اهل بلغارستان بود.
از باشگاه‌هایی که در آن بازی کرده‌است می‌توان به باشگاه فوتبال هبار پازارجیک و باشگاه فوتبال زسکا صوفیه اشاره کرد.
وی همچنین در تیم ملی فوتبال بلغارستان بازی کرده‌است.